# 圣巴尔多禄茂圣嘉耶当圣殿
圣巴尔多禄茂圣嘉耶当圣殿（Santi Bartolomeo e Gaetano）是一座文艺复兴风格的罗马天主教宗座圣殿，位于意大利博洛尼亚市中心的马焦雷街（Strada Maggiore），靠近博洛尼亚双塔。

## 历史
自5世纪以来，此处就已存在一座供奉圣巴尔多禄茂的教堂，它很可能建在一座更古老的教堂之上。这里安置本笃会修士，直到 16 世纪。这座教堂由乔瓦尼·巴蒂斯塔·法尔切蒂和阿戈斯蒂诺·巴雷利设计。该堂的立面令人尴尬，由于在1517年，由安德里亚·达·福米金开始在一座宫殿的遗址上建造，由戈扎迪尼家族的一名成员赞助。这项工程在赞助人死后就中断了，不久后就改为外部的单层侧门廊。
1599年，该堂由神职界修会（Theatines）管理，1627年，他们请乔瓦尼·巴蒂斯塔·纳塔利和阿戈斯蒂诺·巴雷利对建筑群进行全面改建。1671年，当神职界修会的会祖嘉耶当封圣时，该堂获得了额外的奉献。钟楼和最后的小堂在1694年完工。

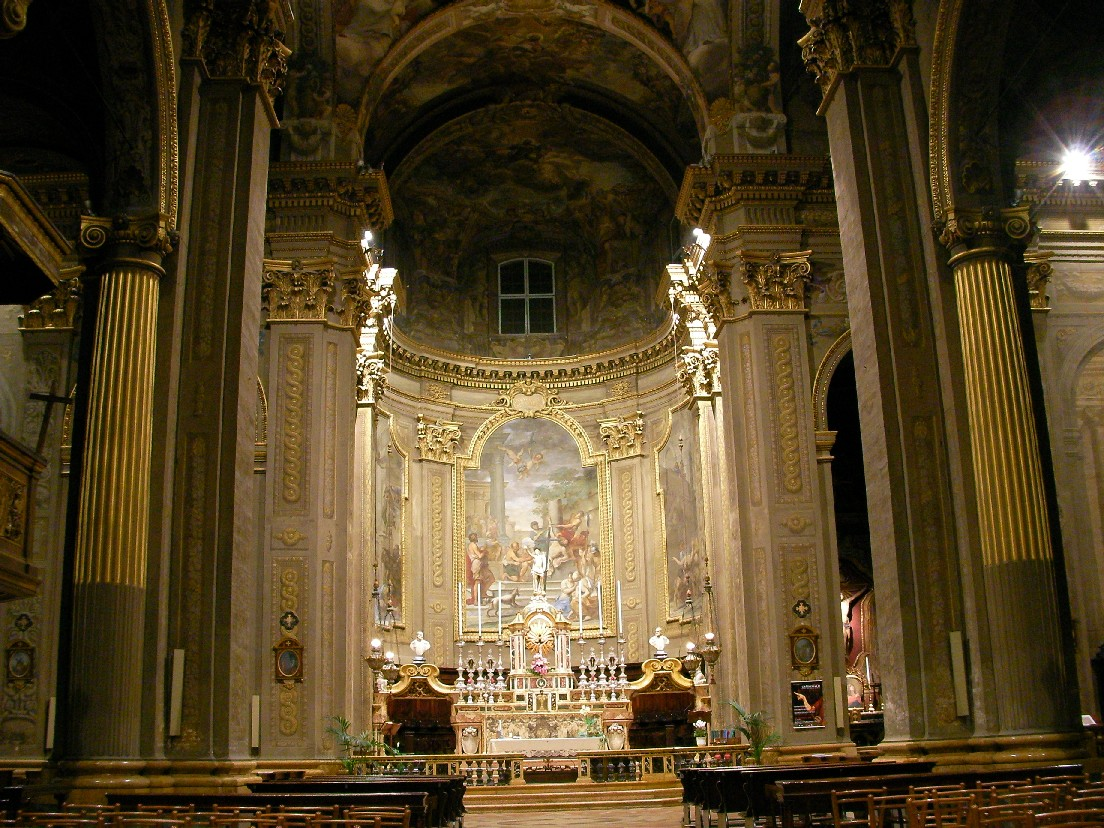
内部

## 内部
中殿的天花板有安杰洛·米歇尔·科隆纳和贾科莫·阿尔博雷西的《圣嘉耶当的异象》（1667年） 。右侧的第二个祭坛有卢多维科·卡拉奇的《圣嘉禄鲍荣茂在瓦拉洛公墓》（1614年）。 右侧的第四个祭坛有弗朗切斯科·阿尔巴尼的《圣母领报》（美丽天使的）（1632年），他还画了横向壁画《耶稣降生》和《若瑟的梦》（1633年）。 在耳堂的天花板上是乔瓦尼·安东尼奥·伯里尼和马坎托尼奥·基亚里尼的《圣斯德望的荣耀》（1695年）。后殿的壁画《圣巴尔多禄茂的殉道》和《圣徒的两个神迹》，由马尔坎托尼奥·弗朗切斯基尼和路易吉·奎尼绘于1685年。穹顶由朱塞佩·罗利和安东尼奥·罗利装饰（1691年）。左侧耳堂的小堂有乌巴尔多·甘多尔菲的《真福保禄·布拉利》（1772年），以及圭多·雷尼 的《圣母与熟睡的耶稣》（1632年） 。
门廊的弦月窗装饰着 嘉耶当的生活场景，其中包括一幅卢西奥·马萨里的作品。巴洛克风格的室内还有亚历山德罗·蒂亚里尼、埃尔科勒·德·玛丽亚和卡洛·巴尔迪的画作。